# 上舟村
上舟村（うわふねそん、うわふなそん）は、鳥取県岩美郡にあった自治体である。1896年（明治29年）3月31日までは法美郡に属した。

## 概要
現在の鳥取市（旧国府町）のうち、国府町荒舟・国府町上荒舟・国府町上地に相当する。袋川支流上地川流域に位置した。
村名の上舟は合併各村名を参互折衷したものである。藩政時代には鳥取藩領の法美郡大茅郷（おおかやのごう）に属する荒舟村・上荒舟村・上地村があった。
上地（わじ）は扇ノ山登山口にある高原の村で地域の上に位置することから「上の地」にちなむ。読みは「うえち」から「うわぢ」と変化した。後に下方に枝村ができるとこれと区別するため「かみうわぢ」「しもうわぢ」と言ったがいつしか略されて「かみわぢ」「わぢ」「わじ」となったとされる。また上地の土地は山間部に比べて肥沃であることから「上等の土地」から上地となったという説もある。地内には鉱山があり因幡民談記には「上地に銀出る」と記載され、また鳥取藩史には享和3年（1803年）金山開府とある。鉱山は幾度も創業と閉鎖を繰り返したとされ、明治末期や大正初年にも三島や藤原という経営者の名が語られていた。
荒舟は荒舟（あらふね）と上荒舟（かみあらふね）に分かれている。荒舟村の枝郷が元禄14年（1701年）に分村して上荒舟となった際に、元の荒舟は下荒舟と通称した。上荒舟にある上荒舟神社の子守神社縁起には荒舟の由来が載せられている。かつて国府の谷には5つの国が並び立っており、そのうちの小肢谷にある磐根（普根）の国は修祓の地とされ、未開の荒れた普根（ふね）の里であることから「荒舟根」、それが転化して「荒舟」と言うようになったとされる。

## 沿革
- 1881年（明治14年）9月12日 - 鳥取県再置。
- 1883年（明治16年） - 中河原村に置かれた連合戸長役場の管轄区域となる。
- 1889年（明治22年）10月1日 - 町村制施行により、荒舟村・上荒舟村・上地村が合併して村制施行し、上舟村が発足。旧村名を継承した3大字を編成。登儀村との組合役場を同村大字中河原村に設置[2][7]。
- 1896年（明治29年）4月1日 - 郡制の施行により、邑美郡・法美郡・岩井郡の区域をもって岩美郡が発足し、岩美郡上舟村となる。
- 1914年（大正3年）10月1日 - 「上舟村大字○○村」から大字の「村」を削除し、「上舟村大字○○」と改称[8]。
- 1918年（大正7年）4月1日 - 登儀村と合併して成器村が発足。同日上舟村廃止[5]。

## 行政
- 歴代登儀村上舟村組合村長については登儀村を参照。

## 教育
- 扇立尋常小学校：中河原小学校（後の成器尋常小学校）上地分校であったが1906年（明治39年）12月23日に独立。しかし合併後の1926年（大正15年）3月に廃校となり、再び成器尋常高等小学校（後の国府町立成器小学校）上地分校となる[5]。

## 交通
- 明治30年代に上地川沿いの中河原 - 上地間の道路が車馬道に改修された（現在の県道154号）[4]。